# 永田祐
永田 祐（ながた ゆう、1974年 - ）は、日本の社会福祉学者。同志社大学社会学部准教授。

## 略歴
神奈川県出身。
1996年上智大学文学部社会福祉学科卒業。1998年慶應義塾大学大学院政策・メディア研究科修士課程修了。2001年上智大学大学院文学研究科社会学専攻博士後期課程単位取得満期退学。2010年に上智大より博士（社会福祉学）を取得。
日本学術振興会特別研究員、立教大学コミュニティ福祉学部助手、愛知淑徳大学医療福祉学部専任講師などを経て、現職。

## 著書

### 単著
- 『参加と協働が創る地域福祉 住民が主体の地域福祉を目指して』（ダイテックホールディング、2005年）
- 『ローカル・ガバナンスと参加 イギリスにおける市民主体の地域再生』（中央法規、2011年）
- 『住民と創る地域包括ケアシステム』（ミネルヴァ書房、2013年）

### 共著
- 『ボランティアコーディネーターの実践 地域福祉を拓く』（平坂義則共編、久美出版、2007年）

## 受賞
- 2011年 - 第10回日本NPO学会賞優秀賞（日本NPO学会）